# Yasushi Akashi
Yasushi Akashi (明石 康, Akashi Yasushi; nacido el 19 de enero de 1931 in Hinai) es un diplomático japonés y directivo de las Naciones Unidas.

## Biografía
Akashi se graduó en licenciatura en Artes de la Universidad de Tokio en 1954. Luego estudió como becario Fulbright en la Universidad de Virginia, y más tarde en la Escuela Fletcher de Derecho y Diplomacia de la Universidad Tufts.
Como funcionario internacional designado políticamente en la sede de la Secretaría General de las Naciones Unidas en Nueva York, se desempeñó como Subsecretario General de Información Pública, Subsecretario General para Asuntos de Desarme y Subsecretario general para Asuntos Humanitarios y Coordinador de Ayuda de Emergencia.
Entre muchas otras tareas adicionales fue Representante Personal del Secretario General para la guerra en la antigua Yugoslavia. También supervisó las negociaciones de paz de Camboya y las posteriores elecciones en 1993 en ese país. El 16 de marzo de 1992, la Autoridad Provisional de las Naciones Unidas en Camboya (UNTAC) llegó a dicho país para iniciar la ejecución del plan de arreglo de las Naciones Unidas que entró en funcionamiento el 15 de marzo de 1992 al mando de Akashi como representante Especial del Secretario General de la ONU. APRONUC se convirtió en una fuerza de paz civil y militar de más de 22 mil miembros encargada de garantizar la realización de elecciones libres y justas para una asamblea constituyente.
A pesar de sus éxitos allí, que fue muy criticado por su papel posterior en los Balcanes, en particular por no impedir la Masacre de Srebrenica.
Se esperaba que Akashi visitara Sri Lanka en la última semana de septiembre de 2006 para ayudar a facilitar las negociaciones entre los Tigres de Liberación del Eelam Tamil y el gobierno de Sri Lanka. Anteriormente se había reunido con el político del Janatha Vimukthi Peramuna de Sri Lanka, Somawansa Amarasinghe.
Se postuló para gobernador de Tokio, en la elección de 1999 con el apoyo de una coalición entre el Partido Liberal Democrático y Nuevo Kōmeitō, quedando en cuarto lugar.
En 1989 fue nombrado «ciudadano honorario» de la ciudad de Sochi, Rusia. Luego fue condecorado por la Fundación Sergio Vieira de Mello.